# Kepler-8
Désignations
Kepler-8 est une étoile de la constellation de la Lyre, distante de ∼ 3 430 a.l. (∼ 1 050 pc) de la Terre. C'est une étoile jaune-blanc de la séquence principale de type spectral F6V.

## Système planétaire
La découverte d'une exoplanète orbitant cette étoile a été annoncée le 4 janvier 2010. Elle a été réalisée grâce au télescope Kepler et la méthode du transit astronomique.
| Planète    | Masse (MJ) | Période orbitale (d) | Demi-grand axe (ua) | Excentricité |
| ---------- | ---------- | -------------------- | ------------------- | ------------ |
| Kepler-8 b | 0,603      | 3,5225               | 0.0483              | 0 (fixé)     |